# Ієремія Табаї
Ієремія Тіенанг Табаї (англ. Ieremia Tienang Tabai; нар. 16 грудня 1950) — перший президент Республіки Кірибаті.

## Біографія
В період з 1978 по 1979 рік (дата здобуття незалежності Кірибаті) був головним міністром британської колонії Островів Гілберта. В період з 1979 по 1991 рік займав пост президента Кірибаті з тимчасовим відстороненням від влади в період 1982—1983 роки. Був членом Національної Прогресивної Партії Кірибаті. Після закінчення терміну займав посаду генерального секретаря Тихоокеанського Форуму в період з 1992 по 1998 роки. Власник першої приватної газети Кірибаті «Кірибаті Ньюстар» (англ. Kiribati Newstar), а також радіокомпанії «Нью Ейр FM» (англ. New Air FM).